# Recsk
Recsk nagyközség Heves vármegye Pétervásárai járásában.

## Fekvése
A Mátra északi oldalán, a Parád–Recski-medencében, a Parádi-Tarna völgyében helyezkedik el. Közigazgatásilag Heves vármegye északnyugati részén, közúton Gyöngyöstől 34 kilométerre, a vármegyeszékhely Egertől 24 kilométer távolságra közelíthető meg. A településen végighalad a 24-es főút, valamint a Kisterenye–Kál-Kápolna-vasútvonal is, de 2007 óta a vonalon már csak teherforgalom van, akkor zárt be a szép facsarnokkal rendelkező Recsk-Parádfürdő vasútállomás is (az állomás a 24-es főútról leágazó 24 308-as úton érhető el). Mátraballával és azon keresztül Mátraterenyével a 2411-es út, Recskvasárnap településrészével és azon keresztül Szajlával a félkész állapotban hagyott 24 122-es számú mellékút köti össze.

## Története
Közelében, a Szederjes-tetőn az Árpád-korban állt Szederjesvár. Az első hiteles említés a településről az Anjouk korában keletkezett, a 14. század elején Recsky Demeter volt a tulajdonosa. A település nevét 1329-ben Rexy alakban rögzítették. A község neve 1478-ban Rekch névalakban szerepel. 1554-ben 4 portát számoltak, de a török dúlások után is a Recsky család maradt a birtokos, habár a kuruc és a császári seregek rablásai miatt nagyon elnéptelenedett. 1700-ban Almásy János a hűtlenség bűntette miatt kapott, elkobzott recski Békény–javak egy részére királyi adományt szerzett, 1701-ben pedig Vay Ádám egyes Recsky-családtagok birtokát vásárolta meg. Ennek következtében még az 1720-as években is csak 13 jobbágycsalád lakott ezen a területen. A terület birtokosai az Orczay, Recsky, Kubinyi, Lipthay, Boronkai, Tahy család voltak, akik helyére a későbbiekben Károlyiak és Barkóczyak kerültek. 1771-ben a Recsky, Balogh és a vele rokon Tihanyi, és a Békény családok kezén volt a falu birtokjoga. A 19. század közepén a Fehér, és a Bay-jusst öröklő Ternyai Eszter és férje Repeczky Ferenc birtokában volt a falu kétharmada, a többi birtokjog kisnemesek kezén darabolódott szét. A lakosság száma bevándorlásokkal növekedett, főleg az ércbánya művelése miatt. Sok volt a nem magyar anyanyelvű személy is.
RECSK: "Magyar falu Heves Vármegyében, földes Urai Tihanyi, Bay, és több Uraságok, lakosai katolikusok, fekszik Sirokhoz 1/4 órányira, egy szép vőlgyben, nagy kopasz hegyek alatt, Tarna vize a’ falun keresztűl foly, ’s kaszálló réttyeit nedvesíti; alatsonyabban fekvő földgyei elég termékenyek; Balog Uraknak szőlejek is vagyon az udvarház felett; jó savanyú vize is van közel a’ faluhoz, erdeje sok, és jó.".
1696-ban már temploma van, a mai templom 1891-ben épült. A középkori római katolikus templom (amelyet Szent György tiszteletére szenteltek) tornya még a 19. század végén is épségben volt. Ekkor Kis István pesti építész egy új templom építésére tett javaslatot. A mai komplexum az ő tervei alapján 1891-ben épült meg. Felszerelései közül legjelentősebb az „Úrmutató”, mely aranyozott réz, elsőrangú kivitelű remekmű. Az egri ötvösművészet egyik kiváló darabja 1750 körül készült.
1887-ben Recsk a Kisterenye–Kál-Kápolna-vasútvonalon vasútállomást kapott.
Az akkori életviszonyok miatt már 1903-ban megkezdődött az első kivándorlás Amerikába, amely csaknem minden családot érintett. Egy 1912-ben Clevelandben megjelent magyar nyelvű lap 873 recski lakos kivándorlását említi. Az első világháború tovább tizedelte a lakosságot. Több mint 160 ember esett hadifogságba, és legalább ennyi esett el a háborúban. Sok családnál a gyász és a nélkülözés évei következtek. Ma emlékmű őrzi a háború halottainak emlékét.
A recski és mátraderecskei település egy községet jelentett ezekben az időkben. 1921-ben került sor a két község különválasztására. Egyházi vonalon csak 1932-ben válik ketté a két község.
1929-33-ban elkezdődött a gazdasági válság és ezzel megindult a második kivándorlási időszak Amerikába.
1948-ban a bánya létszámának visszafejlesztésével ismét sok recski vált munkanélkülivé. A megoldás, amelyet a DIMAVAG vezetése tett lehetővé, a létszámnak Diósgyőrbe való áthelyezése volt.
Recsknek 1950-től lett önálló tanácsa. Kezdetben a pétervásárai, 1966-tól az egri járáshoz tartozott. 1984. január 1-től Eger városkörnyéki községe lett. 1990-től önkormányzat vette át a falu irányítását.

### A recski kényszermunkatábor
1950 októbere és 1953 ősze között a község melletti kőbánya közelében működött a recski kényszermunkatábor, a kor mintegy 100 internáló- és munkatábora közül a leghírhedtebb. Az 1953-ban nyomtalanul megsemmisített tábor feltételezett helyén 1996-ban emlékhelyet létesítettek „Recski Nemzeti Emlékpark” néven.

## Közélete

### Polgármesterei
| Polgármester | Polgármester  | Polgármester   |
| ------------ | ------------- | -------------- |
| 1990–1994    | Fekete József | MDF-FKgP-SZDSZ |
| 1994–1998    | Fekete József | SZDSZ          |
| 1998–2002    | Fekete József | SZDSZ          |
| 2002–2006    | Holló Imre    | MSZP           |
| 2006–2010    | Holló Imre    | MSZP           |
| 2010–2014    | Pócs István   | független      |
| 2014–2019    | Nagy Sándor   | Jobbik         |
| 2019–2024    | Nagy Sándor   | független      |
| 2024–        | Nagy Sándor   | független      |

## Népesség
A település népességének változása:
| Lakosok száma | 2733 | 2696 | 2673 | 2514 | 2527 | 2495 | 2441 |
|               | 2013 | 2014 | 2015 | 2021 | 2022 | 2023 | 2024 |

2001-ben a település lakosságának 95%-a magyar, 5%-a cigány nemzetiségűnek vallotta magát.
A 2011-es népszámlálás során a lakosok 90,4%-a magyarnak, 13,6% cigánynak, 0,6% németnek, 0,2% románnak mondta magát (9,2% nem nyilatkozott; a kettős identitások miatt a végösszeg nagyobb lehet 100%-nál). A vallási megoszlás a következő volt: római katolikus 58,3%, református 2,5%, evangélikus 0,5%, görögkatolikus 0,5%, felekezeten kívüli 16,5% (17,9% nem nyilatkozott).
2022-ben a lakosság 91,1%-a vallotta magát magyarnak, 9,7% cigánynak, 0,5% németnek, 0,2% románnak, 0,1-0,1% ukránnak és szerbnek, 1,9% egyéb, nem hazai nemzetiségűnek (8,7% nem nyilatkozott; a kettős identitások miatt a végösszeg nagyobb lehet 100%-nál). Vallásuk szerint 45,2% volt római katolikus, 2,5% református, 0,4% evangélikus, 0,3% görög katolikus, 0,1% ortodox, 2,5% egyéb keresztény, 1,1% egyéb katolikus, 15,5% felekezeten kívüli (32,2% nem válaszolt).

## Nevezetességei
- Nemzeti Emlékpark (Recski kényszermunkatábor)
- Jámbor Vilmos Arborétum
- Helytörténeti és Bányászati Kiállítóhely
- Római katolikus templom. Szent István király tiszteletére felszentelt. Az 1600-as években épült, többször felújították.
- Recski református templom[15]
- Barkóczy-kastély
- Szederjesvár (elpusztult)